# Flavius Koczi
Flavius Koczi (Reşiţa, 26 de agosto de 1987) é um ginasta romeno que compete em provas de ginástica artística.
Flavius fez parte da equipe romena que disputou os Jogos Olímpicos de Pequim, em 2008, China. Em 2009, conquistou a medalha de prata no Mundial de Londres.

## Carreira
Flavius inicou sua carreira na ginástica, aos seis anos de idade, e aos treze, já fazia parte da equipe nacional. Sua estreia em competições internacionais ocorreu em 2006, no Campeonato Europeu de Vólos. No evento, conquistou a medalha de ouro no cavalo com alças, e a prata na prova coletiva. No Campeonato Mundial de Aarhus, o ginasta terminou quarto por equipes, e sexto no cavalo com alças.
Em 2007, no Campeonato Europeu de Amsterdã, o ginasta foi quinto no individual geral, e medalhista de bronze no cavalo com alças. Em outubro, deu-se o Campeonato Mundial de Stuttgart. Nele, Flavius terminou em oitavo por equipes e sétimo no geral e salto, obtando assim, a vaga para os Jogos Olímpicos de 2008. Em maio do ano posterior, Flavius conquistou duas medalhasde bronze,- individual geral e equipes-, durante o Campeonato Europeu de Lausanne. Ainda em 2008, nos Jogos Olímpicos de Pequim, o ginasta terminou na sétima colocação por equipes, e em 18º na prova individual. Classificado para a final do salto, terminou a competição apenas na penúltima colocação.
Abrindo o calendário competitivo de 2009, Flavius disputou o Campeonato Mundial de Londres. No evento, classificou-se para duas finais: salto e cavalo com alças. Disputando o cavalo, o ginasta não superou a sexta colocação. No salto, Flavius obteve 16,337 pontos, conquistando a medalha de prata, superado pelo compatriota Marian Dragulescu. No evento seguinte, o Troféu dos Campeões, o ginasta foi medalhista de prata na competição geral individual, superado pelo britânico Daniel Keatings.

## Principais resultados
| Ano  | Evento                                    | AA                | Equipe            | Solo            | Cavalo com alças  | Argolas | Salto sobre o cavalo | Barras paralelas  | Barra fixa |
| ---- | ----------------------------------------- | ----------------- | ----------------- | --------------- | ----------------- | ------- | -------------------- | ----------------- | ---------- |
| 2006 | Campeonato Europeu                        |                   | Medalha de prata  |                 | Medalha de ouro   |         |                      |                   |            |
| 2006 | Campeonato Mundial de Ginástica Artística |                   | 4º                |                 | 6º                |         |                      |                   |            |
| 2007 | Campeonato Europeu                        | 5º                |                   | 8º              | Medalha de bronze |         |                      |                   |            |
| 2007 | Campeonato Mundial de Ginástica Artística | 7º                | 8º                |                 | 10º               |         | 7º                   |                   |            |
| 2008 | Campeonato Europeu                        | Medalha de bronze | Medalha de bronze |                 | 4º                |         |                      |                   |            |
| 2008 | Jogos Olímpicos                           | 18º               | 7º                |                 |                   |         | 7º                   |                   |            |
| 2009 | Campeonato Mundial de Ginástica Artística |                   |                   |                 | 6º                |         | Medalha de prata     |                   |            |
| 2009 | Troféu dos Campeões                       | Medalha de prata  |                   |                 |                   |         |                      |                   |            |
| 2009 | Universíada                               |                   | 6º                |                 | 6º                |         | Medalha de ouro      | Medalha de bronze |            |
| 2010 | Campeonato Europeu                        |                   | 7º                | 6º              | 4º                |         | Medalha de bronze    |                   |            |
| 2010 | Copa do Mundo – Porto                     |                   |                   | Medalha de ouro | Medalha de prata  |         | Medalha de ouro      |                   |            |
| 2010 | Campeonato Mundial de Ginástica Artística | 16º               |                   | 7º              |                   |         | 5º                   |                   |            |
| 2011 | Campeonato Europeu                        | Medalha de prata  |                   | Medalha de ouro |                   |         | 4º                   |                   |            |
| 2011 | Universíada                               |                   | Medalha de bronze | Medalha de ouro | Medalha de bronze |         | Medalha de ouro      |                   |            |
| 2011 | Campeonato Mundial de Ginástica Artística | 12º               | 8º                | 6º              |                   |         |                      |                   |            |
| 2012 | Campeonato Europeu                        |                   | Medalha de bronze |                 |                   |         | Medalha de ouro      |                   |            |